# Don Omar
Don Omar, pseudonimo di William Omar Landrón Rivera (Carolina, 10 febbraio 1978), è un cantante, rapper, compositore e attore portoricano.
Ha venduto 70 milioni di dischi  e ha vinto 26 premi tra Billboard Music Awards e Grammy.. È considerato uno degli artisti di reggaeton più grandi di tutti i tempi, tanto da essere definito da molti come "El Rey del Reggaeton".

## Biografia
Nato a Santurce, un quartiere di San Juan, Porto Rico, Landrón ha iniziato a scrivere canzoni a 12 anni sentendosi molto vicino allo stile del reggaeton, un genere sviluppatosi a Porto Rico al principio degli anni novanta.
I suoi albori musicali lo hanno visto protagonista nella Iglesia de la Restauración en Cristo en Bayamón, dove è stato pastore per quattro anni; in seguito ad una relazione sentimentale sarà costretto ad abbandonare i voti.
Nel 2002 la carriera di William Omar Landrón ha assunto una svolta importante quando Tito El Bambino, del duo Héctor y Tito, ha deciso di aiutarlo. In questo periodo egli ha assunto lo pseudonimo di Don Omar e ha composto alcuni pezzi per altri cantanti, tra cui lo stesso Tito.
Ha collaborato sempre col duo alla Reconquista, diventando quindi uno dei rappresentanti più noti del reggaeton con Daddy Yankee.
Ha composto le canzoni Conteo, Bandolero, Blanco, Virtual Diva, per la serie di film Fast and Furious.
Ha raggiunto la fama universale nel 2011 con il singolo Danza kuduro (cover di un brano del cantante francese Lucenzo), inserito nella colonna sonora del film Fast & Furious 5.
Grande amico di Tego Calderón, è insieme a lui apparso nei film Fast & Furious - Solo parti originali (2009) e Fast & Furious 5 (2011). Ha lavorato anche nel cortometraggio, legato alla saga, Los Bandoleros e in un cameo nel film Fast & Furious 8.
Nel 2024 ha rivelato di aver subito l'asportazione di un rene, dopo che gli è stato diagnosticato un tumore.  

## Discografia

### Album in studio
- 2003 - The Last Don
- 2006 - King of Kings (album)
- 2009 - iDon
- 2011 - Meet The Orphans
- 2011 - iDon Prototype 2.0
- 2011 - Los Insuperables (con Daddy Yankee)
- 2012 - MTO² New Generation
- 2019 - The Last Album

### Raccolte
- 2005 - Don Omar Presenta: Los Bandoleros
- 2005 - Da Hitman Presents Reggaetón Latino
- 2006 - Don Omar Presenta: Los Bandoleros Reloaded
- 2007 - Don Omar Presenta: El Pentágono
- 2010 - Don Omar Presents: Meet the Orphans
- 2015 - The last Don II

### Live
- 2004 - The Last Don Live
- 2006 - The Last Don: The Gold Series
- 2006 - King of Kings: Armageddon Edition
- 2007 - king of Kings Live

### Singoli
- 1996 - Génesis (Osito & Omar)
- 1999 - The Cream 4: El Día del Juicio (MC Yaga & Don Omar)
- 1999 - Tiempo (feat. Yanuri)
- 1999 - I'm the message (avec. Yanuri)
- 1999 - Azotalos (feat. Yanuri)
- 2000 - Suena la music (feat. Yanuri)
- 2002 - Dale Play
- 2002 - Sueltate Conmigo
- 2002 - Déjala
- 2002 - Desde que llego
- 2002 - Calentando conmigo
- 2002 - Se enciende la disco
- 2003 - Dale Don dale (feat. Glory)
- 2003 - Gata Gangster (Daddy Yankee feat. Don Omar)
- 2004 - Dile
- 2004 - Intocable
- 2004 - Pobre diabla
- 2004 - Aunque te fuiste (Vuelve)
- 2005 - Bandoleros (feat. Tego Calderón)
- 2005 - Donqueo
- 2005 - Reggaetón Latino
- 2005 - Dale Don dale (remix) (feat. Fabolous)
- 2005 - Entre tu y yo
- 2005 - Ella y yo (Aventura feat. Don Omar)
- 2005 - Scandalous (Cuban Link feat. Don Omar)
- 2006 - Angelito
- 2006 - Noche de adrenalina (Pilar Montenegro feat. Don Omar)
- 2006 - Chillin' (Tego Calderón feat. Don Omar)
- 2006 - Conteo (feat. Juelz Santana)
- 2006 - Salió el sol
- 2006 - Los hombres tienen la culpa (Gilberto Santa Rosa feat. Don Omar)
- 2006 - Anda sola
- 2007 - No sé de ella 'MySpace' (feat. Wisin & Yandel)
- 2007 - Nunca habia llorado asi (Víctor Manuelle feat. Don Omar)
- 2007 - Calm My Nerves (feat. Rell)
- 2007 - Ayer la vi
- 2007 - Tigi tigi (Hakim feat. Don Omar)
- 2007 - Canción de amor
- 2008 - Dentro de mí (Chino & Nacho feat. Don Omar)
- 2008 - Run the Show (Kat Deluna feat. Don Omar)
- 2008 - Todo lo que soy (Marcy Place feat. Don Omar)
- 2008 - Virtual Diva
- 2009 - Sexy robotica
- 2009 - Hasta Abajo
- 2010 - Danza kuduro (con Lucenzo)
- 2011 - Huérfano de amor (feat. Syko)
- 2011 - Taboo
- 2012 - Taboo (Remix) (feat. Daddy Yankee)
- 2012 - Dutty love (feat. Natti Natasha)
- 2012 - Hasta Que Salga El Sol
- 2012 - Ella No Sigue Modas (feat. Juan Magán)
- 2012 - Fotos Y Recuerdos (feat. Selena)
- 2013 - Feeling Hot
- 2014 - Soledad
- 2014 - Guaya Guaya
- 2015 - Il Capo
- 2016 - Sin Contrato (Remix) (feat. Maluma, Wisin)
- 2016 - La Fila (feat. Luny Tunes, Sharlene, Maluma)
- 2017 - Vacaciones (Remix) (feat. Wisin, Zion & Lennox, Tito El Bambino)
- 2017 - Nunca Me Olvides (Remix) (feat. Yandel)
- 2017 - Te Quiero Pa' Mi (Don Omar, Zion & Lennox)
- 2017 - Encanto (feat. Sharlene taulé)
- 2017 - Dure Dure (featuring Jencarlos)
- 2017 - Ámame o Mátame (ft. Ivy Queen)
- 2017 - Mr. Romantic (ft. Mike Stanley)
- 2018 - Coolant (Remix) (feat. Farruko)
- 2019 - Ramayama (feat. Farruko)
- 2019 - Si Te Atreves (feat. Juan Magán)
- 2019 - Desierto (feat. Amenazzy)
- 2019 - Vacilón
- 2019 - Danza kuduro (Luigi Ramirez Mix) (con Lucenzo, Big Ali)
- 2019 - No Te Vayas, (con Alexis & Fido)
- 2020 - Pa'Romperla, (con. Bad Bunny)
- 2020 - Si Se Tiran, (con. Jowell y Randy)
- 2020 - Quiere Que Le de
- 2021 - Flow Hp, (feat. Residente)
- 2021 - Se Menea (feat. Nio Garcia)
- 2022 - Sincero
- 2022 - Soy Yo (feat. Wisin y Gente de Zona)
- 2022 - Let's Get Crazy! (Mambo Drop) x Lil Jon
- 2023 - Sandunga, (Feat. Wisin & Yandel)

## Filmografia parziale
- Fast & Furious - Solo parti originali (Fast & Furious), regia di Justin Lin (2009)
- Los Bandoleros, regia di Vin Diesel (2009) – cortometraggio
- Fast & Furious 5 (Fast Five), regia di Justin Lin (2011)
- Fast & Furious 8 (The Fate of the Furious), regia di F. Gary Gray (2017)
- Fast & Furious 9 - The Fast Saga (F9: The Fast Saga), regia di Justin Lin (2021)
- Fast X, regia di Louis Leterrier (2023) – immagini d'archivio